# Uleanivka, Bârzula
Uleanivka (în ucraineană Улянівка) este un sat în comuna Ocna din raionul Bârzula, regiunea Odesa, Ucraina.

## Demografie
Componența lingvistică a localității Uleanivka
     Ucraineană (85,71%)
     Română (10,2%)
     Rusă (4,08%)
Conform recensământului din 2001, majoritatea populației localității Uleanivka era vorbitoare de ucraineană (85,71%), existând în minoritate și vorbitori de română (10,2%) și rusă (4,08%).

## Vezi și
- Românii de la est de Nistru